# Битва на Изере
Битва на Изере (фр. Bataille de l'Yser) — сражение во время Первой мировой войны, часть Фландрского сражения, завершающая часть «Бега к морю», проходившее с 16 по 31 октября 1914 года.

## Перед сражением
Выполняя план Шлиффена, германская армия в августе 1914 года вторглась в Бельгию. Бельгийская армия отступила в Антверпен, и выдержала там полумесячную осаду. В начале октября бельгийская армия по понтонным мостам покинула Антверпен, и после марша по побережью Северного моря заняла оборону вдоль Изера. Бельгийские войска были истощены и почти не имели боеприпасов, поэтому французы отправили им в подкрепление 6.000 морских пехотинцев и пехотную дивизию.

## Ход сражения
Первые стычки с наступающими германскими войсками начались 16 октября 1914 года, когда атака на Диксмёйде была отбита французской морской пехотой при поддержке бельгийской артиллерии. На следующий день германские войска двинулись к югу от Брюгге и Остенде в направлении реки Изер. Стало ясно, что германская 4-я армия старается выйти на линию Ньивпорт-Ипр. Три монитора КВМФ — «Северн», «Хамбер» и «Мерси» — под командованием Худа обстреляли германские войска в Ломбардсийде.

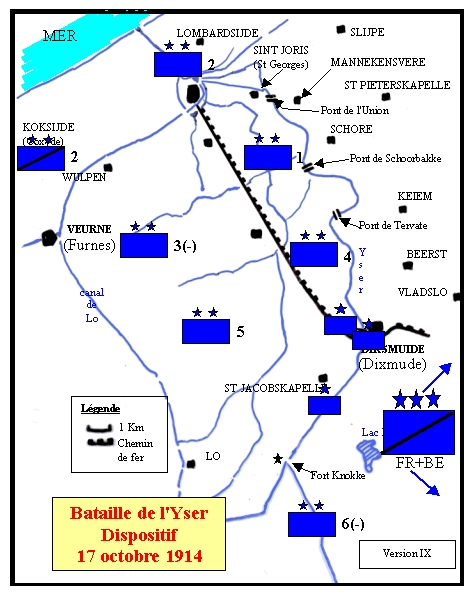
Положение сторон 17 октября.

18 октября началось германское наступление на позиции, занимаемые бельгийскими, английскими и французскими войсками на линии от Ньивпорта до Арраса во Франции. Его целью был разгром бельгийских и французских сил и лишение британского экспедиционного корпуса связи с портами в Кале, Булони и Дюнкерке. В результате ожесточённых боёв германские войска сумели прорваться к реке Изер и 21 октября захватили небольшой плацдарм на её противоположном берегу. 23 октября был взорван последний мост через Изер. Дискмёйде выдержал ряд штурмов и бомбардировок, но был удержан бельгийско-французскими войсками.
В качестве защитной меры французское командование решило затопить значительную часть своей территории. Это поставило бы бельгийскую армию перед трудным выбором: оказаться в ловушке между германскими войсками и затопленной территорией, или оставить противнику последний кусочек Бельгии. План не был приведён в жизнь, так как бельгийцы решили сами затопить территорию между Изером и вспомогательными каналами.
25 октября германское давление на бельгийскую армию стало настолько сильным, что было решено затопить всю линию занимаемого ею фронта. После неудачного эксперимента 21 октября бельгийцы стали открывать шлюзы в Дискмёйде по ночам с 26 по 29 октября, пока в результате постепенного подъёма воды территория вплоть до Дискмёйде не превратилась в непроходимое болото в полтора километра шириной.
29 октября Дискмёйде был наконец взят германской армией. Немцы снова атаковали на фронте Изера 30 октября, захватили вторую линию бельгийцев и достигли Рамскапелле и Первизе. Бельгийские и французские контратаки отбили Рамскапелле, и последняя атака, запланированная на следующий день, была отменена, когда немцы поняли, что земля позади них затопляется. Немцы отошли в ночь с 30 на 31 октября. 
Бои продолжались дальше на юг до 22 ноября, в Первой битве при Ипре. С 18 октября по 30 ноября между Гелувельтом и побережьем немцы потеряли около 76 250 человек.
Бельгийской армии и ее союзникам удалось удержать последний уголок Бельгии, положив конец бегу к морю и периоду маневренной войны. Линия фронта вдоль реки Изер стала известна как «Фронт на Изере» и удерживалась бельгийской армией до 1918 года. 